# Grammene
Grammene is een dorp in de Belgische provincie Oost-Vlaanderen en een deelgemeente van Deinze, het was een zelfstandige gemeente tot aan de gemeentelijke herindeling van 1977. Grammene is een landelijk dorp aan de Leie en de Oude Mandel, in Zandlemig Vlaanderen.

## Geschiedenis
Grammene werd voor het eerst vermeld in 1121, als Grimmine, wat zoiets als grimmig zou betekenen. De heerlijkheid Grammene behoorde in de 12e en 13e eeuw toe aan de familie Grammina; in de 14e eeuw Van Schuurvelde; eind 14e eeuw De Tolenaare; van 2e helft 15e tot 1e helft 17e eeuw De Beer; Vanden Heede (1e helft 17e eeuw) en de baronnen van Poeke in de 18e eeuw.
Het patronaatsrecht van de kerk was in handen van de Sint-Baafsabdij te Gent.
In 1855 werd de spoorlijn van Deinze naar Tielt aangelegd, die vlak langs de dorpskern loopt. 
Tijdens de Duitse invasie van België in 1914 werd de burgemeester van Grammene door het Duitse leger gedood.

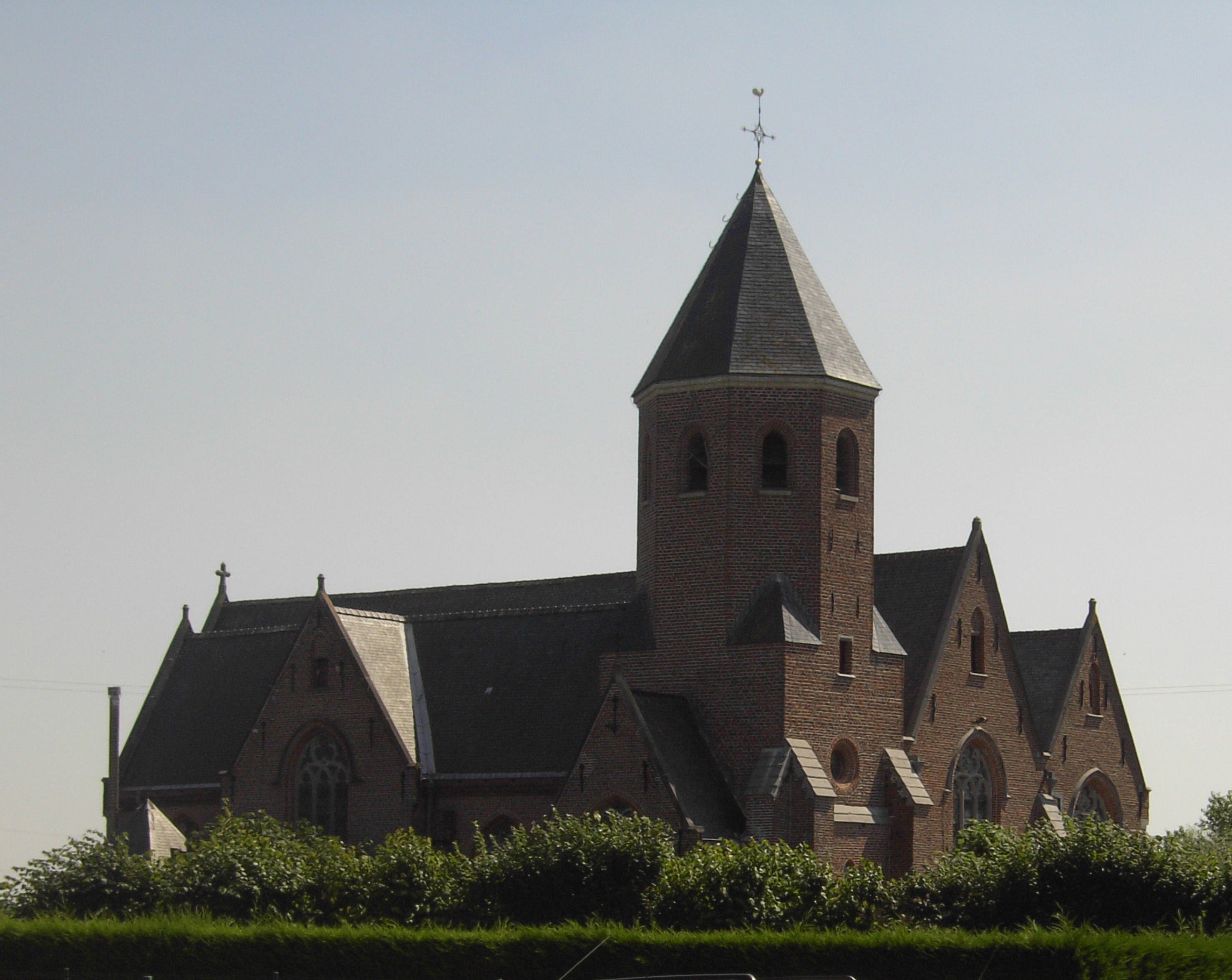
Sint-Jan Baptistkerk

## Demografische ontwikkeling
- Bronnen:NIS, Opm:1831 tot en met 1970=volkstellingen; 1976 = inwoneraantal op 31 december

## Bezienswaardigheden
- De neogotische Sint-Jan Baptistkerk van architect H. Valcke dateert uit 1903. De kerk bewaart nog de achtkantige 13de-14de-eeuwse toren van de vorige vroeggotische kerk. De toren is sinds 1942 beschermd als monument.
- De opmerkelijke ijzeren spoorwegbrug over de oude Leie stamt uit 1922 en is van het "Vierendeeltype". In 1992 werd de brug door de sloop bedreigd en zou vervangen worden door een betonnen oversteek, maar Laurent 'Lorenzo' Vanhaesebroeck heeft daar fel tegen geprotesteerd. Kort na het overlijden van haar beschermer, werd de brug officieel de 'Lorenzobrug' genoemd.

## Natuur en landschap
Grammene ligt in Zandlemig Vlaanderen op een hoogte tot 15 meter. De oude Leiarm van Grammene is de langste van de Leiestreek en toont de meanderende Leie zoals die tot 1974 bestond. In het zuiden ligt de Oude Mandel en in het westen en noorden de Zeverenbeek.

## Politiek
Grammene had een eigen gemeentebestuur en burgemeester tot de fusie van 1977. Burgemeesters waren:
- 1932-1955 : Pascal Deloof
- 1955-1970 : Michel Vyncke
- 1971-1976 : Maurice Schelstraete

## Nabijgelegen kernen
Wontergem, Gottem, Machelen, Deinze